# Jean-Vincent Brisset
 (août 2013).
Si vous disposez d'ouvrages ou d'articles de référence ou si vous connaissez des sites web de qualité traitant du thème abordé ici, merci de compléter l'article en donnant les références utiles à sa vérifiabilité et en les liant à la section « Notes et références ».
Pour les articles homonymes, voir Brisset.
Jean-Vincent Brisset, né le 20 février 1949[Où ?], entré à l'École de l'Air en 1969, est ingénieur et pilote de chasse. Il a effectué une première partie de carrière en unité opérationnelle au sein des Forces aériennes stratégiques, sur SO.4050 Vautour puis sur Mirage IV, le vecteur de la force pilotée nucléaire. Il est général de brigade aérienne.

## Biographie
Après des études de chinois aux Langues'O et à Taïwan, il est affecté au bureau Asie du Centre d'exploitation du renseignement militaire, puis, après l'École supérieure de guerre aérienne (ESGA), devient attaché de l'air à Pékin, poste qu'il occupe entre 1990 et 1993.[Quand ?]
À son retour, en 1993, il devient chef du Bureau Asie Pacifique au Secrétariat général de la défense nationale, puis prend le commandement de la base aérienne de Brétigny. Après avoir été responsable des relations militaires avec l'Asie et l'Amérique du Sud à l'État major des armées entre 1997 et 1999, il termine sa carrière militaire le 1er août 2001 comme général de brigade aérienne, au poste de conseiller militaire "Air" auprès du président de la Commission des affaires étrangères et de la défense du Sénat. Il totalise à ce moment plus de 3 000 heures de vol. 
De 2001 à 2020, il est directeur de recherches à l'IRIS, puis chercheur associé à partir de juillet 2020, spécialiste des questions de sécurité en Asie, du monde chinois et des affaires de défense. Il a été chargé de cours à Paris XIII, à l'Institut d'études politiques de Lille et a enseigné à l’IRIS. Il a également été cofondateur, avec Valérie Niquet, de l'OSCA (Observatoire des stratégies chinoises et asiatiques).

## Ouvrages
- “La Chine, une puissance encerclée ?” PUF, Paris, 2002,  (ISBN 978-2-913395-11-4) ;
- "Manuel de l'outil militaire - Comprendre le fonctionnement des armées" IRIS éditions, 2012.